# Ikaria wariootia
Ikaria wariootia is een wormachtig organisme van de Bilateria. De fossielen die werden gevonden in rotsen in Zuid-Australië zijn naar schatting 555 miljoen jaar oud. Dit betekent dat Ikaria wariootia leefde tijdens de ediacarium periode, 14 miljoen jaar voor de start van het cambrium. Het is tijdens de cambrium periode dat de bilateria wijdverspreid werden.

## Ontdekking
In 2020 verscheen een wetenschappelijke publicatie die deze worm identificeerde en beschreef.

## Etymologie
De naam komt uit het Adnyamathanha en werd gekozen ter ere van de lokale inheemse bevolking die leefden in de regio waar de fossielen gevonden werden. Ikara betekent "ontmoetingsplaats" en wariootia verwijst naar de Warioota Creek, een plaatselijke rivier.

## Eigenschappen
Meer dan 100 Ikaria fossielen werden gevonden.
Het diertje was tussen de 2 en 7 millimeter lang en tussen de 1 en 2,5 millimeter dik.

## Belang
De ontdekking van deze worm is belangrijk omdat het de oudste gevonden bekende voorvader is van bijna alle dieren die nu leven. De worm is het oudste lid van de Bilateria.